# 伊東祐賢 (富山県の政治家)
伊東 祐賢（いとう すけたか、1869年3月5日〈明治2年1月23日〉- 1945年〈昭和20年〉1月25日）は、明治後期から昭和前期の実業家、政治家。衆議院議員、富山県下新川郡泊町長。幼名・柳太郎。

## 経歴
越中国新川郡沼保村（富山県下新川郡泊町沼保を経て現朝日町沼保）で、温泉業・伊東次郎左衛門祐明の長男として生まれる。祐明の養子・祐寛の相続人となり1891年（明治24年）家督を相続した。岡田信之に師事し漢籍を修めた。富山県尋常中学校（現富山県立富山高等学校）を卒業し、上京して専修学校（現専修大学）で経済学を学んだ。
家業の小川温泉の経営を行う。1912年（明治45年）の大洪水で小川温泉が多大な損害を受けたため、移転も検討されたが泊町での再建が決定され、1913年（大正2年）7月、小川温泉株式会社が設立され社長に就任した。その他、保久社取締役、泊銀行取締役などにも在任した。
政界では、泊町会議員、富山県会議員（1903年9月-1907年9月）を務めた。1908年（明治41年）5月、第10回衆議院議員総選挙（富山県郡部、立憲政友会）で当選し、衆議院議員に1期在任した。政友会の富山県支部長、下新川郡支部長なども務めた。1920年（大正9年）2月3日に泊町長に就任し、1921年（大正10年）6月7日まで在任した。

## 著作
- 編『小川温泉誌』伊東祐賢、1904年。